# Georg Boner
Georg Boner (* 16. Juli 1908 in Luzern; † 24. Mai 1991 in Aarau) war ein Schweizer Historiker und Archivar.

## Leben
Georg Boner besuchte zuerst das Gymnasium der Kantonsschule St. Gallen, bevor er nach dem Umzug der Familie nach Aarburg 1925 in die Kantonsschule Solothurn übertrat. Nach der Matura 1928 studierte Boner an der Universität Basel Geschichte und Germanistik. Er beschloss sein Studium 1933 mit einer Dissertation zur Geschichte des 1233 gegründeten Predigerklosters in Basel.
1932 hatte die «Aargauische Historische Gesellschaft» dem jungen Historiker, neben der Inventarisierung der Stadtarchive Brugg und Rheinfelden, die Bearbeitung des Bandes mit den Urkunden des Stadtarchivs Brugg in der Reihe «Aargauer Urkunden» übertragen. Es folgten drei weitere Bände mit den Urkunden aargauischer Archivbestände (Stadt Aarau, Stift Zofingen, Stadt und Amt Aarburg). Die Arbeit an den Urkundenbeständen ebnete Boner 1938 den Eintritt in den Archivdienst als Assistent, später Adjunkt im Staatsarchiv Aargau unter Hektor Ammann. Dieses Amt bekleideter er ab 1947 auch unter dem Staatsarchivar Nold Halder. 1967 wurde er zum vollamtlichen Staatsarchivar gewählt. 1974 trat er zurück.
Von 1959 bis 1968 führte Boner zudem das Sekretariat der Vereinigung Schweizerischer Archivare und amtete über viele Jahre hinweg als Vizepräsident der «Historischen Gesellschaft». Boner publizierte zahlreiche Arbeiten zur aargauischen Kirchen-, Kloster- und Ortsgeschichte.

## Schriften
- Gesammelte Beiträge zur aargauischen Geschichte. In: Argovia 91, 1979, S. 4–464.
- Erlinsbach: Ein Rückblick in die Vergangenheit. Erlinsbach: Gemeindekanzlei, 1973.
- Laupersdorf: Unsere Heimat im Wandel der Zeit. Teil 1: Von der Frühzeit bis zum Ausgang des Mittelalters. 1968; Teil 2: Vom frühen 16. bis zum ausgehenden 18. Jahrhundert, 1973.
- Die Urkunden von Stadt und Amt Aarburg. Aarau: Sauerländer, 1965. Quellen zur aargauischen Geschichte, Serie 1, Teil 15.
- Mit Paul Nussberger (Hrsg.) Chronik der Stadt und des Bezirkes Aarau: Industrie, Handel und Gewerbe. Geschichtlicher Teil neu bearbeitet und weitergeführt von Paul Nussberger. Zürich: Bosch, 1965.
- Geschichte der Gemeinde Untersiggenthal. Herausgegeben von der Ortsbürgergemeinde Untersiggenthal. Untersiggenthal: Harder, 1962.
- Die Anfänge der Stadt Aarau. Aarau: Gemeinderat, 1962. (Zuerst veröffentlicht in den Aarauer Neujahrsblättern, 1962.)
- Mit Robert Oehler et al. Rothrist, mein Dorf. Rothrist: Gemeindeamt, 1959.
- Vom Ursprung des Aarauer Stadtwappens. Aarau: Sauerländer, 1950. Zuerst veröffentlicht in den Aarauer Neujahrs-Blättern, Jahrgang 1950.
- Die Urkunden des Stiftsarchivs Zofingen. Herausgegeben mit Unterstützung der Stadt Zofingen. Aarau: Sauerländer, 1945. Aargauer Urkunden, Teil 10.
- Die Universität Basel in den Jahren 1914–1939: Im Auftrag der Regenz unter Mitwirkung der Anstaltsvorsteher. Basel: F. Reinhardt, 1943.
- Vom Aargauischen Heimatverband. Sarnen: Aargauischer Heimatverband, 1943. (Aus: Zofinger Tagblatt, Dezember 1943.)
- Mit Adolf Schmid: Gedenkblätter zur Weihe der Guthirtkirche Aarburg am Sonntag, den 7. Juni 1942. Aarburg: Gemeinde, 1942.
- Die Urkunden des Stadtarchivs Aarau. Aarau: Sauerländer, 1942. Aargauer Urkunden, Teil 9.
- Katholisch Zofingen einst und jetzt: Gedenkschrift zur Feier des 50jährigen Bestehens der katholischen Missionsstation Zofingen 1887–1937. Joseph Hunkeler. Zofingen: Katholisches Pfarramt, 1937.
- Die Urkunden des Stadtarchivs Brugg: Mit Unterstützung der Stadt Brugg. Aarau: Sauerländer, 1937. Aargauer Urkunden, Teil 7.
- Mit Carl Felix Burckhardt. Geschichte der Freiwilligen Akademischen Gesellschaft der Stadt Basel während der ersten 100 Jahre ihres Bestehens. Basel: Helbing & Lichtenhahn, 1935.
- Das Predigerkloster in Basel von der Gründung bis zur Klosterreform 1233–1429. In: Basler Zeitschrift für Geschichte und Altertumskunde. 33; 34, (1934; 1935), S. 195–303; 107–260. I. Teil, II. Teil